# 479
| 479                |
| ------------------ |
| Dødsfald - Fødsler |
|                    |

| Gregoriansk kalender | 479 CDLXXIX             |
| Ab urbe condita      | 1232                    |
| Armensk kalender     | I/T                     |
| Kinesiske kalender   | 3175 – 3176 戊午 – 己未 |
| Etiopisk kalender    | 471 – 472               |
| Jødisk kalender      | 4239 – 4240             |
| Hindukalendere       |                         |
| - Vikram Samvat      | 534 – 535               |
| - Shaka Samvat       | 401 – 402               |
| - Kali Yuga          | 3580 – 3581             |
| Iransk kalender      | 143 BP – 142 BP         |
| Islamisk kalender    | 147 BH – 146 BH         |

Se også 479 (tal)